# Warenzeichengesetz
Das deutsche Warenzeichengesetz (WZG) vom 5. Mai 1936 (RGBl. II S. 134) löste das Warenbezeichnungsgesetz von 1894 ab. Es bewirkte keine grundlegende Änderung des bis dahin geltenden Warenzeichenrechts.
Erst das Markenrechtsreformgesetz, Langtitel: Gesetz zur Reform des Markenrechts und zur Umsetzung der Ersten Richtlinie 89/104/EWG des Rates vom 21. Dezember 1988 zur Angleichung der Rechtsvorschriften der Mitgliedsstaaten über die Marken (Markenrechtsreformgesetz), vom 25. Oktober 1994 (BGBl. I S. 3082) brachte mit dem neuen Markengesetz, das das Warenzeichengesetz am 1. Januar 1995 ablöste, eine Änderung des Warenzeichenrechts. Der Begriff „Warenzeichen“ ging im neuen Begriff „Marke“ auf.

## Inhalt
Durch die Eintragung in die vom Deutschen Patentamt geführte Zeichenrolle erlangte das Warenzeichen Rechtsschutz. Bestimmte Zeichen waren von der Eintragung ausgeschlossen (§ 4 WZG). Über die Eintragungsfähigkeit entschied das Patentamt. Gegen verwechselbare Zeichen konnte Unterlassungsklage gemäß §§ 24ff. WZG erhoben werden. Wer schuldhaft handelte, war schadensersatzpflichtig; wer ein Warenzeichen vorsätzlich verletzte, war strafbar.